# Ernst Schäfer (Archäologe)
Ernst Bruno Schäfer (* 30. Juni 1902 in Tranquebar, Indien; † 29. Dezember 1996 in Göttingen) war ein deutscher evangelischer Theologe und Christlicher Archäologe.

## Leben
Ernst Schäfer, Sohn des Missionars Max Schäfer, besuchte in Sachsen das Gymnasium in Zittau bis Obersekunda, absolvierte dann von 1919 bis 1922 eine Tischlerlehre und unternahm von 1923 bis 1925 die Gesellenwanderung. Nachdem er 1925 die außerordentliche Reifeprüfung in Zittau abgelegt hatte, studierte er von 1925 bis 1930 evangelische Theologie und Klassische Archäologie an den Universitäten Göttingen und Leipzig. Nach der Promotion um Dr. theol. 1931 in Leipzig erhielt er 1931/32 das Reisestipendium des Archäologischen Instituts des Deutschen Reiches. Er habilitierte sich 1935 in Leipzig, eine Dozentur blieb ihm wegen „politischer Unzuverlässigkeit“ versagt. So wurde er von 1936 bis 1944 Pfarrer der Deutschen Evangelischen Gemeinde in Athen, danach zunächst Pfarrer in Osterode. Ab dem Sommersemester 1946 war er Lehrbeauftragter für Altchristliche Archäologie an der Theologischen Fakultät der Universität Göttingen. Nach der Umhabilitation nach Göttingen 1949 wurde er 1953 zum außerplanmäßigen Professor für Christliche Archäologie und Kirchliche Kunst der Theologischen Fakultät der Universität Göttingen ernannt und befasste sich insbesondere mit Byzantinischer Kunst. 1968 wurde er emeritiert, hielt aber noch bis 1971 Lehrveranstaltungen ab.
Ernst Schäfer war verheiratet mit Ursula Schäfer, geborene Kirn, und hatte zwei Kinder. Sein Sohn aus zweiter Ehe ist der Klassische Archäologe Thomas Schäfer (* 1953).

## Schriften (Auswahl)
- Die Bedeutung der Epigramme des Papstes Damasus I. für die Geschichte der Heiligenverehrung. In: Ephemerides Liturgicae. Band 46, 1932, S. 137–234 und 309–378. Zugleich Dissertation Leipzig 1931.
- Die Heiligen mit dem Kreuz in der Altchristlichen Kultur. 1937.